# Hoya lacunosa
Hoya lacunosa là một loài thực vật có hoa trong họ La bố ma. Loài này được Blume mô tả khoa học đầu tiên năm 1827.